# Lefoko
Lefoko est une ville du Botswana.